# Rainville
Rainville és un municipi francès, situat al departament dels Vosges i a la regió del Gran Est. El 2017 tenia 278 habitants.